# Комплекс з виробництва добрив у Хомсі
Комплекс з виробництва добрив у Хомсі — підприємство сирійської хімічної промисловості, майданчик якого розташований південніше від міста Хомс на північно-східному узбережжі озера Каттіна.
У 1972-му стала до ладу перша черга комплексу, що могла щодобово виробляти 150 тонн аміаку, сировиною для якого була суміш легких вуглеводнів — naphtha (також відома як цінна сировина для установок парового крекінгу). Далі аміак використовувався для продукування кальцій-аміачної селітри (calcium ammonium nitrate, CAN). Згодом цю чергу перевели на випуск аміачної селітри.
У 1981-му ввели в дію другу чергу, що могла щодобово продукувати 1000 тонн аміаку та 1100 тонн сечовини (за іншими даними, річна потужність заводу по сечовині становила 267 тисяч тонн). Як сировину спершу споживали naphtha, проте надалі перейшли на природний газ, що надходить у район Хомса трубопроводом Джбейсса – Хомс (а також Омар II та Арак — Зайзун).
Також 1981-го став до ладу завод з виробництва потрійного суперфосфату річною потужністю 315 тисяч тонн, який переробляє фосфорити копалень Хунайфіс та Ал-Шаркія. Розкладення фосфоритів потребує великих обсягів сульфатної кислоти, для виробництва якої в Каттіні спорудили дві лінії продуктивністю по 850 тонн на добу. Технологічний процес виробництва сульфатної кислоти передбачає спалювання сірки.
Відомо, що в 2000 році комплекс у Хоміс виготовив 250 тисяч тонн фосфорних добрив, а в 2013-му на тлі громадянської війни цей показник становив лише 38 тисяч тонн. У 2015-му комплекс взагалі мусив зупинитися.
У 2017-му завод знову ввели в дію, при цьому виробництво сечовини та фосфорних добрив становило 900 і 400 тонн на добу відповідно. Перша черга також відновила роботу та могла виробляти 400 тонн аміачної селітри на добу, проте через певні виробничі проблеми функціонувала з перебоями.
Комплекс належить державній General Fertilizer Company (GFC) зі складу General Establishment for Chemical Industries(GECI).